# Oratoires de l'Assomption d'Aleksandrovo
Pour les articles homonymes, voir Église de l'Assomption.
Les oratoires de l'Assomption d'Aleksandrovo (en serbe cyrillique : Водице посвећене Великој Госпојини, Александрово ; en serbe latin : Vodice posvećene Velikoj Gospojini, Aleksandrovo) sont des édifices orthodoxe et catholique situés à Subotica et dans le district de Bačka septentrionale, en Serbie. Ils sont inscrits conjointement sur la liste des monuments culturels protégés de la république de Serbie (identifiant no SK 1533).

## Présentation
Le bien culturel se compose d'une chapelle orthodoxe avec un puits et une croix et d'une chapelle catholique avec un puits et un crucifix.
La chapelle orthodoxe a été construite en 1885 et restaurée en 1900 ; elle a été reconstruite en 1940 dans un style néo-byzantin sur des plans de l'architecte Dragutin Molcer ; elle a été la dernière église de ce style construite en Bačka avant la Seconde Guerre mondiale. La chapelle catholique, quant à elle, a été construite en 1900 dans un style style néo-baroque provincial. L'ensemble constitue un exemple unique architecture sacrale mêlant les deux confessions sur le territoire de la Voïvodine.